# Eritherium

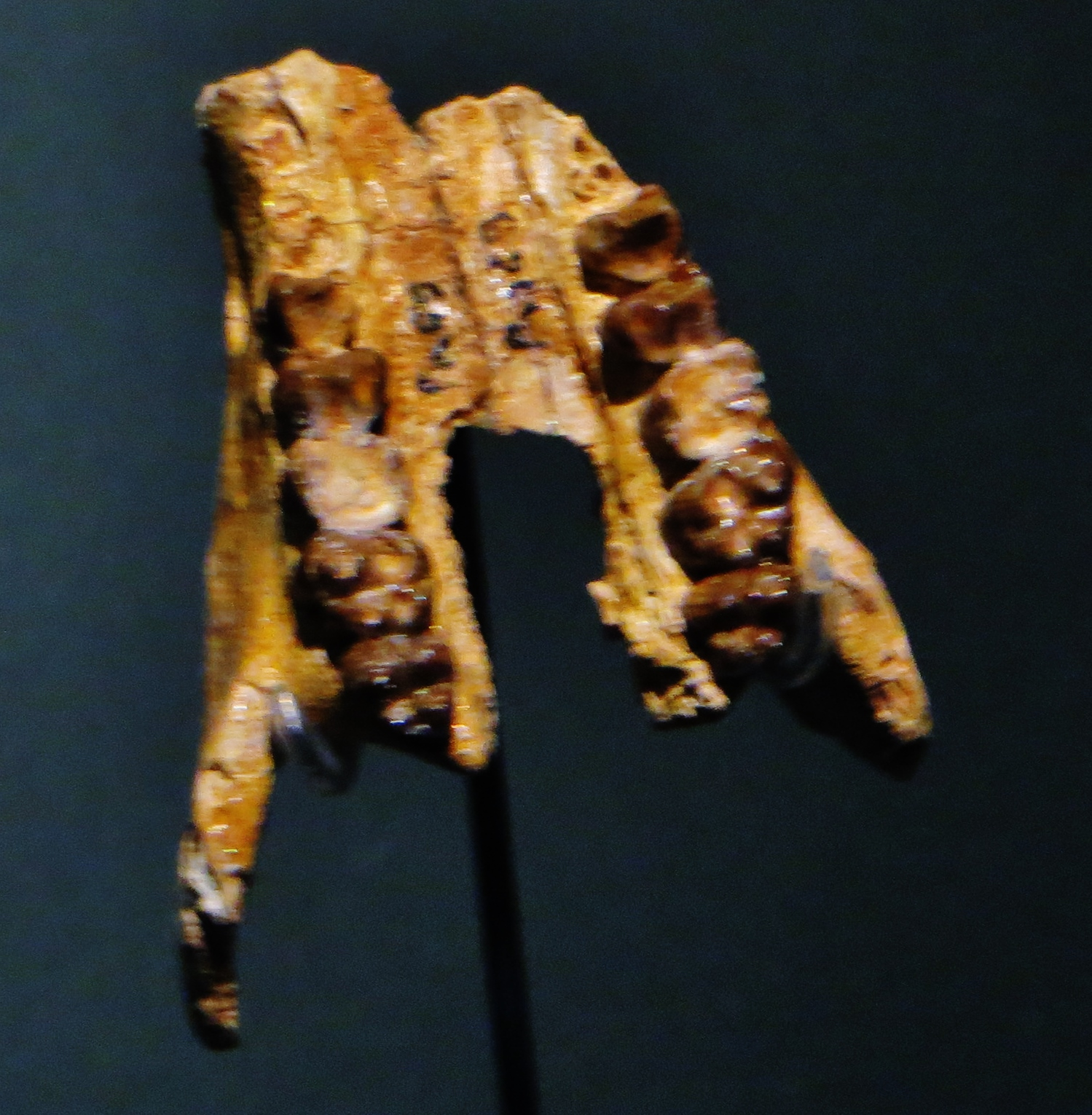
Teil eines fossilierten Kiefers, Musée des Confluences, Lyon

 Eritherium  ist eine heute ausgestorbene Gattung der Rüsseltiere aus dem Paläozän des nördlichen Afrika. Es lebte vor rund 60 Millionen Jahren und ist der bisher stammesgeschichtlich älteste bekannte Vertreter dieser Säugetierordnung. Insgesamt handelte es sich um relativ kleine Tiere. Das Körpergewicht von Eritherium wurde auf 3 bis 8 kg rekonstruiert und lag damit vergleichsweise bei dem großer Schliefer, die zu den nächsten Verwandten der Rüsseltiere gehören.

## Beschreibung
Der Holotyp (Exemplarnummer MNHN PM69) befindet sich heute im Museum National d’Histoire Naturelle in Toulouse und umfasst einen Oberkiefer mit Ansätzen des Jochbogens und beiden Kieferästen, die jeweils die beiden hinteren Prämolaren (P3 und 4) und drei Molaren (M1-3) aufweisen. Das Stück ist etwa 6 cm lang, 5 cm breit und etwas mehr als 3 cm hoch. Darüber hinaus umfassen die Fossilien 15 weitere Fundobjekte, die Schädelknochen, wie Stirnbein und Nasenbein, Unterkieferfragmente sowie Zahnfunde des Ober- und Unterkiefers einschließen (Hypodigma).
Die fragmentarische Überlieferung des Schädels lässt nur wenige Aussagen zum Aussehen von Eritherium zu, die meisten Informationen betreffen den Zahnbau und die Gebissmorphologie. Allgemein teilte Eritherium einige Gemeinsamkeiten in der Gebissstruktur mit anderen Paenungulata wie den ausgestorbenen Embrithopoda oder frühen Vertretern der Seekühe, die Zähne sind aber teilweise schon stärker spezialisiert als bei diesen. Die Bezahnung des Unterkiefers, die anhand zweier linker Fragmente rekonstruiert werden konnte, umfasste die vollständige ursprüngliche Zahnabfolge des Dauergebisses der Säugetiere mit drei Schneidezähnen, einem Eckzahn, vier Prämolaren und drei Molaren. Die Zahnreihe war geschlossen und wies kein Diastema zwischen dem Eckzahn und den vorderen Backenzähnen auf. Dieses urtümliche Säugetiergebiss ist bisher einzigartig bei den Rüsseltieren, da schon bei den etwas jüngeren Formen Phosphatherium und Numidotherium der dritte Schneidezahn im Unterkiefer nicht mehr ausgebildet war und somit die beginnende Reduktion der Zahnanzahl in der Entwicklung dieser Säugetierordnung anzeigt. Der genaue Aufbau der oberen Zahnreihe ist bisher unbekannt, da die Schneidezähne fehlen, das hintere Gebiss verfügte über die gleiche Anzahl an Zähnen wie der Unterkiefer.
Die Molaren wiesen generell einen niederkronigen und  bunodonten (mit kleinen Zahnschmelzhöckern auf der Kaufläche) versehenen Aufbau auf. Zwischen den jeweils paarig angeordneten Höckern befanden sich aber Ansätze zur Bildung von zwei Querleisten auf den ersten beiden und drei auf dem hintersten, sehr kleinen Mahlzahn, was typisch für lophodonte Zähne ist. Allgemein hatten die Zähne einen rechteckigen Umriss, sowohl im unteren als auch im oberen Gebiss war der zweite Molar am größten. Er erreichte oben eine Länge von 6,8 und eine Breite von 8,2 mm, unten betrugen die Maße jeweils 7,9 beziehungsweise 6,2 mm. Die Prämolaren besaßen gegenüber den Molaren nur einen (im Unterkiefer) oder zwei (im Oberkiefer) Höcker. Der deutliche Unterschied zwischen den Molaren und Prämolaren unterstreicht die Altertümlichkeit von Eritherium, da bei späteren Rüsseltieren die Vormahlzähne stark den Mahlzähnen gleichen, wie es schon beim etwas jüngeren Phosphatherium der Fall war. Weiterhin war der erste Schneidezahn im Unterkiefer relativ groß und mit einer asymmetrischen Krone ausgebildet, während der Eckzahn eine eher kleine Form hatte und schon Anzeichen einer Reduktion aufwies. Beides verbindet Eritherium mit anderen frühen Rüsseltieren. Eine Tendenz zur Bildung von Stoßzähnen aus den ersten oder zweiten Schneidezähnen scheint noch nicht stattgefunden zu haben. Ein weiteres primitives Charakteristikum war die kurze Symphyse des Unterkiefers, die am zweiten Prämolaren endete. Die Rekonstruktion des oberen Schädelteils zeigte, dass der Oberkiefer relativ hoch und lang war, ebenso wies das Nasenbein eine gewisse Streckung auf. Die Augenhöhle befand sich in der Höhe des vierten Prämolaren und des ersten Molaren und lag damit relativ weit vorn im Schädel. Zwar saß diese bei Phosphatherium noch weiter vorne, andere frühe Paenungulata hatten meist aber eine deutlich nach hinten versetzte Lage der Orbita. Etwa 8 mm vor dem unteren Augenrand war das Foramen infraorbitale ausgebildet. Der vordere Teil des Jochbogens setzte oberhalb der hinteren Backenzähne an, im Vergleich zu Phosphatherium hatte er im Bezug auf das Foramen infraorbitale eine leicht zurückgesetzte Position. Er war seitlich schmal und verlief nach oben gebogen.

## Systematik
Eritherium ist eine Gattung aus der Ordnung der Rüsseltiere (Proboscidea). Sie bildet den bisher ältesten Vertreter dieser Ordnung und steht als deren Basalform allen anderen Angehörigen der Rüsseltiere als Schwestertaxon gegenüber. Gemeinsam mit Phosphatherium, Numidotherium, Moeritherium, Daouitherium und anderen Frühformen ergibt sich hiermit eine der bisher vollständigsten Sequenzen aus der Frühgeschichte einer Säugetierordnung. Systematisch wurde sie noch keiner bestimmten Familie innerhalb der Rüsseltiere zugewiesen. Die Entdeckung dieses Rüsseltiers ermöglichte es nun die Entwicklungslinie der heutigen Elefanten bis ins späte Paläozän zurückzuverfolgen. Dadurch gehören die Rüsseltiere neben den Raubtieren und den Nagetieren zu den ältesten „modernen“ Säugetierordnungen, die bis heute überlebt haben.
Weiteren kladistischen Untersuchungen zufolge bilden die Seekühe und Desmostylia die nächste äußere Schwestergruppe. Mit diesen und den Embrithopoda sowie den Schliefern formen die Rüsseltiere die Gruppe der Paenungulata. Deren stammesgeschichtlich älteren Vertreter besaßen teilweise auch bunodont bis teils lophodont aufgebaute Molaren, allerdings bestehen hier zum Teil noch beträchtliche Überlieferungslücken. Jedoch scheinen derartige Molaren der ursprüngliche Morphotyp in dieser taxonomischen Einheit gewesen zu sein. Da er auch bei den stammesgeschichtlich älteren Formen der Rüsselspringer auftrat, kann angenommen werden, dass ein solcher Zahnbau charakteristisch für frühe Afrotheria war.

## Entdeckungsgeschichte
Die Funde von Eritherium stammen aus den Sidi Chennane-Phosphatminen im Ouled-Abdoun-Becken in Marokko. Diese liegen nur 10 bis 20 km südlich von Grand Daoui, von wo bereits 1996 mit Phosphatherium und 2002 mit Daouitherium zwei sehr frühe Vertreter der Rüsseltiere beschrieben worden waren. Die Fossilien lagen im lower bone bed ("Unteres Knochenbett") der bed IIa-Phosphatschicht der lokalen Stratigraphie. Diese Fundschicht enthielt auch eine Begleitfauna mit dem frühesten Nachweis der fleischfressenden Hyaenodonta, vor allem aber aufgrund der charakteristischen Plattenkiemer-Fauna (u. a. Hologinglymostoma, Palaeogaleus) können sie in die geochronologische Phase Seelandium (vor 61,1 bis 57,8 Millionen Jahren) gestellt werden.
Mit der Art Eritherium azzouzorum gibt es nur einen Vertreter innerhalb dieser Gattung. Erstmals beschrieben wurden Gattung und Art von Emmanuel Gheerbrant im Jahr 2009. Der Name Eritherium geht aus dem Griechischen hervor und bedeutet eρυ (eri, alt) und θηρίον (thērion, Tier), während der Artname azzouzorum die Einwohner des Ortes Ouled Azzouz nahe der Mine Sidi Chennane ehrt, die ein Großteil der Fossilien entdeckt hatten.